# Nicole Büchler
Nicole Büchler (ur. 17 grudnia 1983 w Biel/Bienne) – szwajcarska lekkoatletka, specjalizująca się w skoku o tyczce.

## Osiągnięcia
- brązowy medal Uniwersjady (Bangkok 2007)
- srebro Uniwersjady (Belgrad 2009)
- 8. miejsce podczas halowych mistrzostw świata (Stambuł 2012)
- 4. miejsce podczas halowych mistrzostw świata (Portland 2016)
- 6. miejsce podczas igrzysk olimpijskich (Rio de Janeiro 2016)
- 11. miejsce podczas mistrzostw świata (Londyn 2017)
- wielokrotna mistrzyni kraju

W 2008 Büchler reprezentowała Szwajcarię na igrzyskach olimpijskich w Pekinie. 22. lokata w eliminacjach nie dała jej awansu do finału. Na tym samym etapie rywalizacji zakończyła swój start na igrzyskach olimpijskich w Londynie (2012).

## Rekordy życiowe
- skok o tyczce (stadion) – 4,78 (2016) rekord Szwajcarii
- skok o tyczce (hala) – 4,80 (2016) rekord Szwajcarii